# 矢ヶ崎節三
矢ヶ崎 節三（やがさき せつぞう、1893年（明治26年）11月3日 - 1982年（昭和57年）1月18日）は、大日本帝国陸軍軍人。最終階級は陸軍少将。功四級。

## 経歴
1893年（明治26年）に長野県で生まれた。陸軍士官学校第27期卒業。1937年（昭和12年）10月に特設歩兵第115連隊長（第10軍・第114師団・歩兵第128旅団）に就任し、日中戦争に出動。杭州湾に上陸し、南京攻略戦に参加。雨花台、中華門に突撃し、大なる戦果を収め、徐州会戦にも参加した。1939年（昭和14年）8月に陸軍歩兵大佐に進級し、1941年（昭和16年）8月に歩兵第238連隊長（第1軍・第41師団・第41歩兵団）に転じ、臨汾に駐屯。1942年（昭和17年）8月には北支那方面軍高級副官に就任した。
1944年（昭和19年）3月1日に陸軍少将進級と同時に仙台連隊区司令官に着任。1945年（昭和20年）2月12日に警備第2旅団長（第1総軍・第12方面軍・東京防衛軍）に就任し、東京都目黒で終戦を迎えた。
1947年（昭和22年）11月28日、公職追放仮指定を受けた。